# Coppa Spengler 1935
La 13ª edizione della Coppa Spengler si è svolta dal 26 al 31 dicembre del 1935 a Davos, in Svizzera.

## Finale 3º posto
| Davos 31 dicembre 1934 | Zürcher SC | '?' – ? referto | Oxford University |  |

## Finale
| Davos 31 dicembre 1934 | Diavoli Rossoneri Milano | 2 – 1 referto | Davos |  |

## Classifica finale
1. Diavoli Rossoneri Milano
2. Davos
3. Zürcher SC
4. Oxford University